# Tadeusz Jędrzejczak
Tadeusz Jędrzejczak (ur. 4 listopada 1955 w Gorzowie Wielkopolskim) – polski polityk i samorządowiec, w latach 1991–2000 poseł na Sejm I, II i III kadencji, w latach 1998–2014 prezydent Gorzowa Wielkopolskiego, w latach 2016–2024 członek zarządu województwa lubuskiego.

## Życiorys
Syn Tadeusza i Stanisławy. Ukończył w 1981 studia na Wydziale Humanistycznym Wyższej Szkoły Pedagogicznej w Zielonej Górze, działał w organizacjach studenckich. Od 1981 do 1989 uczył w szkole podstawowej, następnie do 1991 prowadził własną działalność gospodarczą. Do rozwiązania należał do PZPR, pełnił m.in. funkcję sekretarza komitetu miejskiego. Został później wykładowcą i pełnomocnikiem rektora AWF w Poznaniu.
W 1990 był w gronie członków założycieli Socjaldemokracji RP, został pierwszym przewodniczącym rady wojewódzkiej tej partii w województwie gorzowskim. W 1999 pełnił funkcję miejskiego pełnomocnika Sojuszu Lewicy Demokratycznej. W 1991, 1993 i 1997 uzyskiwał mandat posła na Sejm I, II i III kadencji. W dniu 30 października 1998 objął także urząd prezydenta Gorzowa Wielkopolskiego. W styczniu 2000 zrezygnował z mandatu poselskiego w związku z wyrokiem Trybunału Konstytucyjnego, który potwierdził zakaz łączenia funkcji w zarządach miast na prawach powiatu z mandatem parlamentarnym. W wyborach samorządowych w 2002 z powodzeniem ubiegał się o urząd prezydenta miasta w wyborach bezpośrednich.
Podejrzany o udział w nieprawidłowościach przy prowadzeniu miejskich inwestycji budowlanych, w październiku 2004 został zatrzymany przez funkcjonariuszy Agencji Bezpieczeństwa Wewnętrznego, a następnie tymczasowo aresztowany, nie zrezygnował z zajmowanego stanowiska. W styczniu 2005 areszt zamieniono na poręczenie majątkowe w wysokości 100 tys. zł. Po uchyleniu tego środka powrócił do obowiązków prezydenta, zawiesił członkostwo w SLD. Przeprowadzone referendum w sprawie jego odwołania okazało się niewiążące ze względu na niską frekwencję.
W wyborach samorządowych w 2006 ponownie wystartował na urząd prezydenta miasta jako kandydat niezależny (prokurator nie skierował do tego czasu aktu oskarżenia w związku z toczącym się od 2004 śledztwem). W wyborach uzyskał 50,6% poparcia (18 575 głosów), wygrywając w pierwszej turze. Akt oskarżenia przeciwko niemu (z zarzutami m.in. poświadczenia nieprawdy i nadużyciem uprawnień) oraz innym osobom zamieszanym w tzw. gorzowską aferę budowlaną został skierowany do sądu w maju 2007. W sierpniu tego samego roku Tadeusz Jędrzejczak odszedł z SLD.
W wyborach samorządowych w 2010 uzyskał reelekcję w pierwszej turze. Kandydował z własnego komitetu wyborczego, jednocześnie z listy SLD został wybrany do sejmiku lubuskiego (nie objął mandatu z uwagi na zakaz łączenia stanowisk). W lipcu 2011 zakończył się w pierwszej instancji jego proces karny. Tadeusz Jędrzejczak został w nim nieprawomocnie skazany na karę 6 lat pozbawienia wolności. W czerwcu 2013 sąd apelacyjny w postępowaniu odwoławczym prawomocnie uniewinnił go od zarzutu niegospodarności, a w zakresie pozostałych zarzutów uchylił zaskarżony wyrok, kierując sprawę do ponownego rozpoznania.
W 2014 ubiegał się o wybór na kolejną kadencję na urząd prezydenta, głosowanie już w pierwszej turze wygrał Jacek Wójcicki. Tadeusz Jędrzejczak uzyskał natomiast mandat radnego sejmiku V kadencji z listy SLD Lewica Razem. W 2015 jako bezpartyjny kandydat wystartował do Senatu z ramienia Polskiego Stronnictwa Ludowego (przy poparciu lewicy, w tym SLD), zajmując ostatnie, 5. miejsce w okręgu. Wkrótce po wyborach wraz z dwoma innymi radnymi odszedł z klubu SLD w sejmiku (w wyniku czego przestał on istnieć), współtworząc klub radnych Lewica. W lutym 2016 ponownie został członkiem SLD i reaktywowanego klubu tej partii w sejmiku (w związku z czym przestał istnieć klub Lewica). W maju tego samego roku powołany na członka zarządu województwa lubuskiego. W 2018 został wybrany na radnego sejmiku lubuskiego VI kadencji, pozostał w składzie powołanego w listopadzie nowego zarządu województwa. W 2021 został członkiem powstałej z przekształcenia SLD Nowej Lewicy.
W październiku 2023, gdy nowym marszałkiem został Marcin Jabłoński, Tadeusz Jędrzejczak utrzymał funkcję członka zarządu województwa. W wyborach w tym samym roku bez powodzenia kandydował do Sejmu. W 2024 nie utrzymał mandatu radnego, po w maju zakończył pełnienie funkcji w zarządzie województwa. W tym samym roku z listy Lewicy wystartował w wyborach do Parlamentu Europejskiego z okręgu nr 13.

## Odznaczenia
- 2002: Złoty Krzyż Zasługi[22]
- 2006: Odznaka Honorowa za Zasługi dla Województwa Lubuskiego[23]
- 2010: Srebrna Odznaka „Zasłużony dla Ochrony Przeciwpożarowej”[24]